# 井岡山 (汽車)

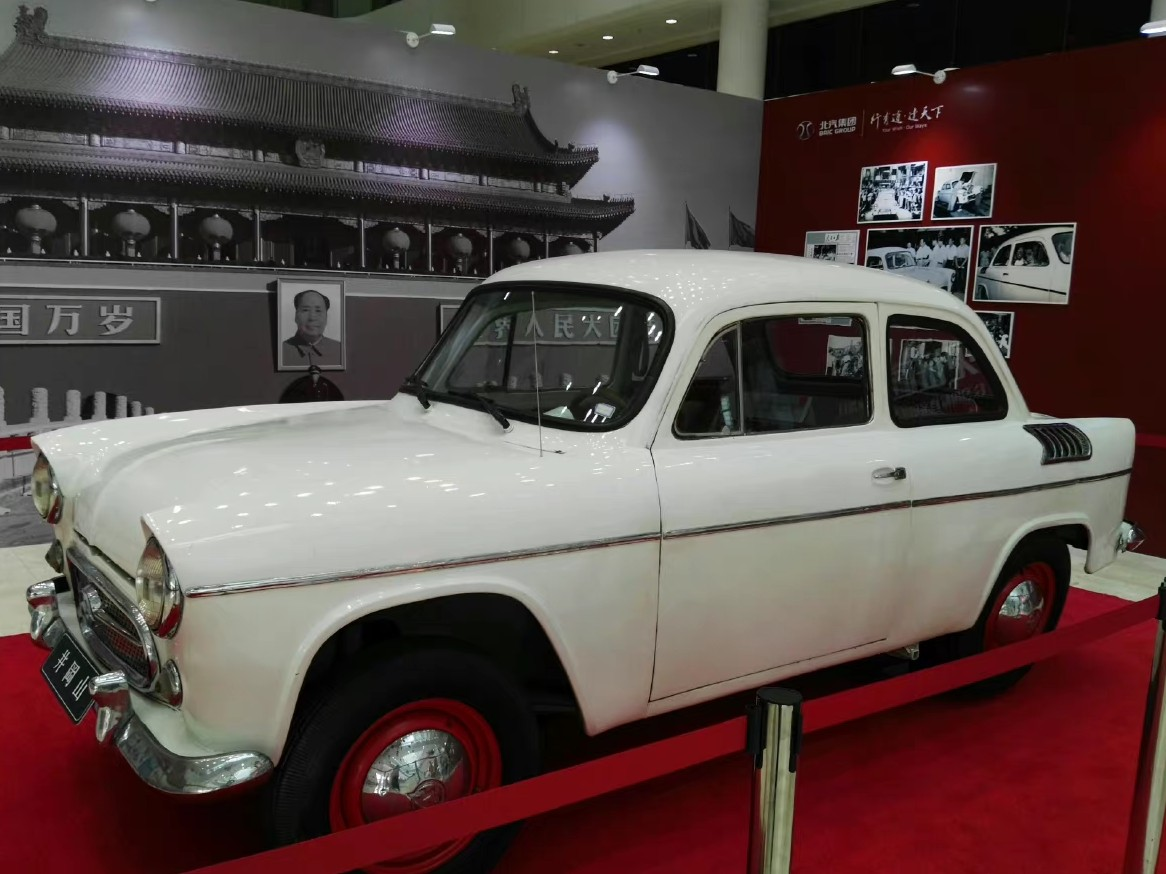
井岡山轎車

井岡山是中國國營汽車製造商北京第一汽車附件廠（北京汽車製造廠前身）生產的一款汽車，亦是北汽製造廠的首款乘用轎車，於1958年-1960年間生產。

## 背景
北京第一汽車附件廠原名北平汽車修理廠，前身是國民黨409汽車修配廠，於1949年第二次國共內戰中北平和平解放後被中國共產黨接管，並與石家莊搬到北京的汽車修理廠配件部合併，成立「北平汽車修理廠」，是北京汽車製造廠的前身，主要負責解放軍軍用車輛的維修及保養服務和生產汽車零件。
1958年中國開始實行二五計劃以追趕發達國家的工業進度，當時全國唯一能生產車輛的工廠只有長春第一汽車製造廠，但其車輛僅供軍用、農用，缺少乘用。鑑於中央政府暫時未有足夠財力建立新的汽車廠以及要面對汽車工業發展的需求，因此計劃將汽車工業發展的主導權交給地方，以推動汽車製造業的發展。北汽因此便著手於乘用車工業發展。由於冷戰時期西方國家對中國實行技術封鎖，加上缺乏生產技術，最後決定利用當時西德的大眾甲殼蟲Type 30作為原型車依樣葫蘆開發。跟受蘇聯援助及國家財政支持的長春一汽不同，井岡山汽車是在「三無條件」（即無資金、無支持、無經驗）下研發而成。最終井岡山在1958年6月20日下線量產，於國慶日在天安門受檢閱，亦成為首款在北京生產的轎車。並與當時同期的上海SH760和東風CA-71競爭。但由於技術問題原因，井岡山最終只生產了154輛後便停產。

## 車款
儘管井岡山是以大眾甲殼蟲作為原型車，但由於北京汽車配件廠在生產之初時已制定設計圖樣，因此井岡山牌汽車在出產後的外觀與原本的甲殼蟲大相逕庭。但在動力總成方面則配備與甲殼蟲相同的四缸水平對置風冷引擎，能產生36匹馬力，最高時速達每小時110公里。

## 資料來源
1. ↑  . 澎湃新聞. 搜狐. 2019-08-30.
2. ↑  . 搜狐汽車. 2013-04-01  [2021-02-18]. （原始内容存档于2013-05-08）.
3. ↑  . 北京日報. 2020-03-25.
4. ↑  安岗1987. . 新浪眾測. 2020-05-23.
5. ↑  陳雷. . 汽車之家. 2013-08-01  [2021-02-18]. （原始内容存档于2018-11-18）.